# Грейслейк (Іллінойс)
Грейслейк (англ. Grayslake) — селище (англ. village) в США, в окрузі Лейк штату Іллінойс. Населення — 21 248 осіб (2020).

## Географія
Грейслейк розташований за координатами 42°20′30″ пн. ш. 88°1′40″ зх. д. / 42.34167° пн. ш. 88.02778° зх. д. (42.341592, -88.027863).  За даними Бюро перепису населення США в 2010 році селище мало площу 26,10 км², з яких 25,56 км² — суходіл та 0,54 км² — водойми. В 2017 році площа становила 28,81 км², з яких 28,23 км² — суходіл та 0,58 км² — водойми.

## Демографія
Згідно з переписом 2010 року, у селищі мешкало 20 957 осіб у 7709 домогосподарствах у складі 5637 родин. Густота населення становила 803 особи/км².  Було 8202 помешкання (314/км²).
Расовий склад населення:
| - 83,7 % — білих - 6,8 % — азіатів - 3,3 % — чорних або афроамериканців - 0,3 % — корінних американців - 3,4 % — осіб інших рас |

До двох чи більше рас належало 2,5 %. Частка іспаномовних становила 8,8 % від усіх жителів.
За віковим діапазоном населення розподілялося таким чином: 29,4 % — особи молодші 18 років, 62,5 % — особи у віці 18—64 років, 8,1 % — особи у віці 65 років та старші. Медіана віку мешканця становила 36,1 року. На 100 осіб жіночої статі у селищі припадало 93,9 чоловіків;  на 100 жінок у віці від 18 років та старших — 90,3 чоловіків також старших 18 років.
Середній дохід на одне домашнє господарство  становив 99 072 долари США (медіана — 81 367), а середній дохід на одну сім'ю — 115 711 долар (медіана — 100 248). Медіана доходів становила 68 092 долари для чоловіків та 51 918 доларів для жінок. За межею бідності перебувало 6,0 % осіб, у тому числі 8,5 % дітей у віці до 18 років та 9,1 % осіб у віці 65 років та старших.
Цивільне працевлаштоване населення становило 11 563 особи. Основні галузі зайнятості: освіта, охорона здоров'я та соціальна допомога — 23,5 %, виробництво — 14,9 %, науковці, спеціалісти, менеджери — 14,5 %.